# جی‌بی‌ال
جی‌بی‌ال (انگلیسی: JBL) یک شرکت آمریکایی تولیدکننده تجهیزات صوتی الکترونیکی است که در سال ۱۹۴۶ توسط جیمز بالو لنزینگ تأسیس شده‌است. محصولات اصلی شرکت بلندگو و تجهیزات همراه آن است. دو بخش مستقل در داخل این شرکت وجود دارند — جی‌بی‌ال کانسومر و جی‌بی‌ال پروفشنال.

## نگارخانه

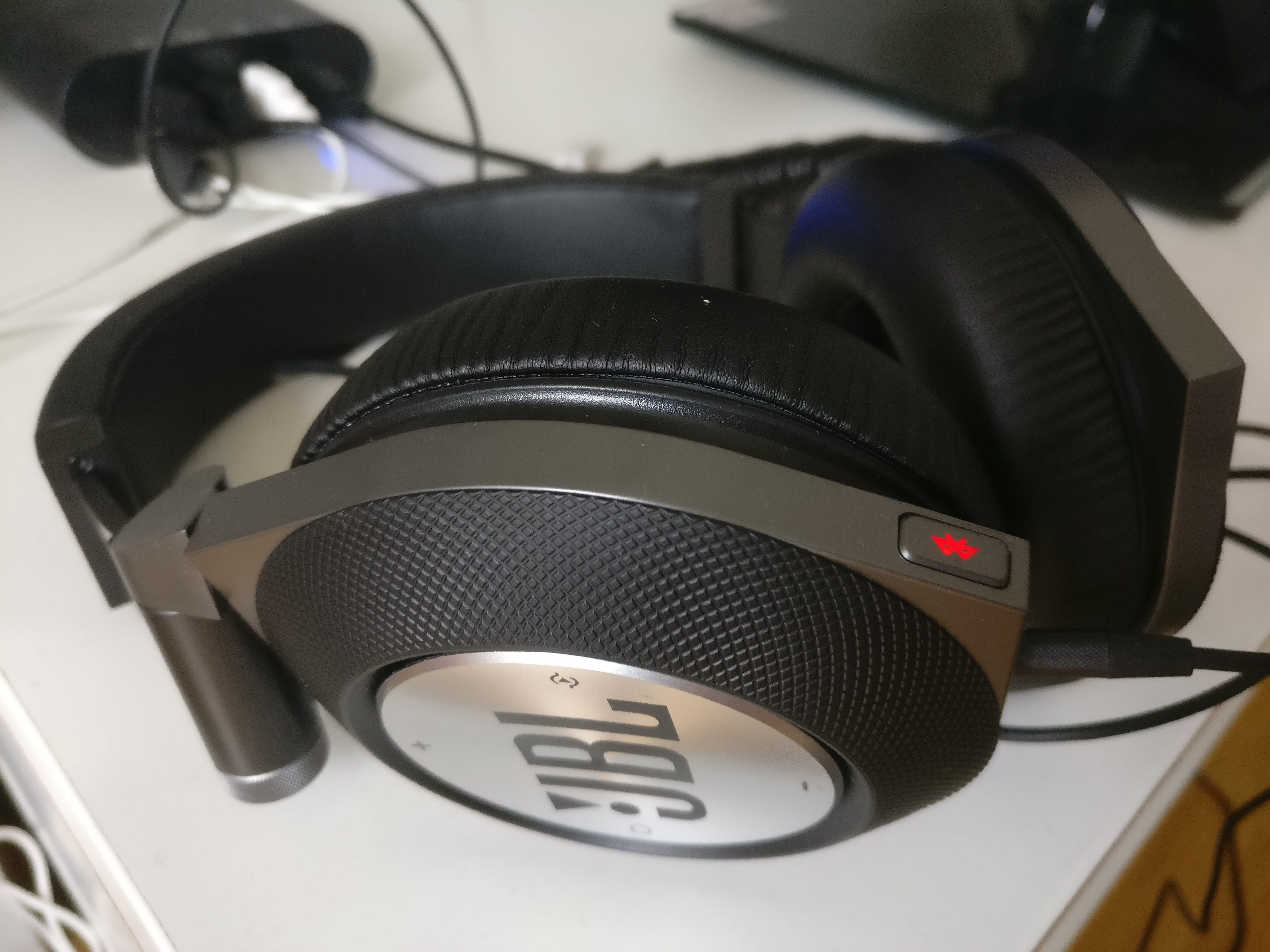
Bluetooth headphones "Synchros E50BT"
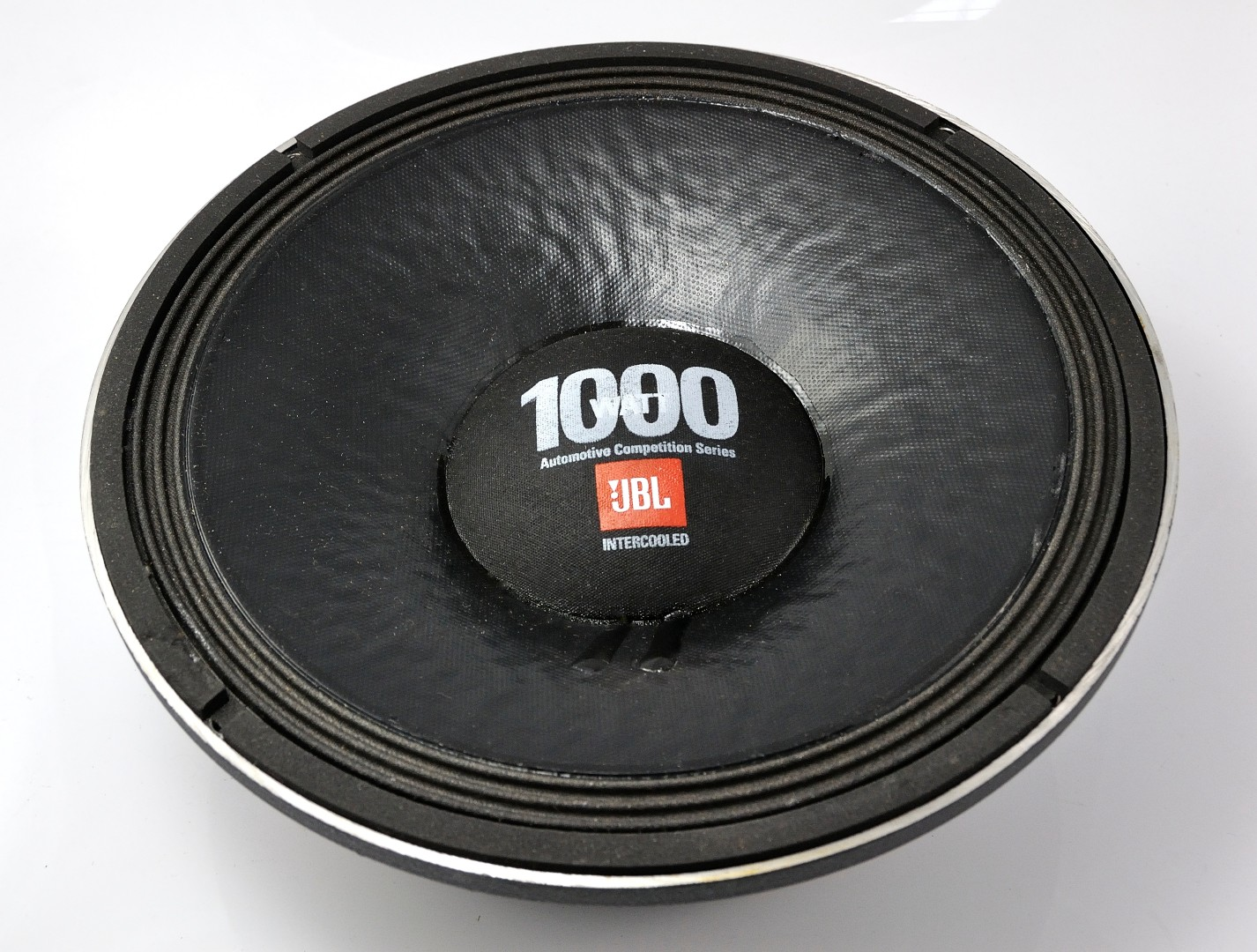
Car sub-woofer "1200GTI"
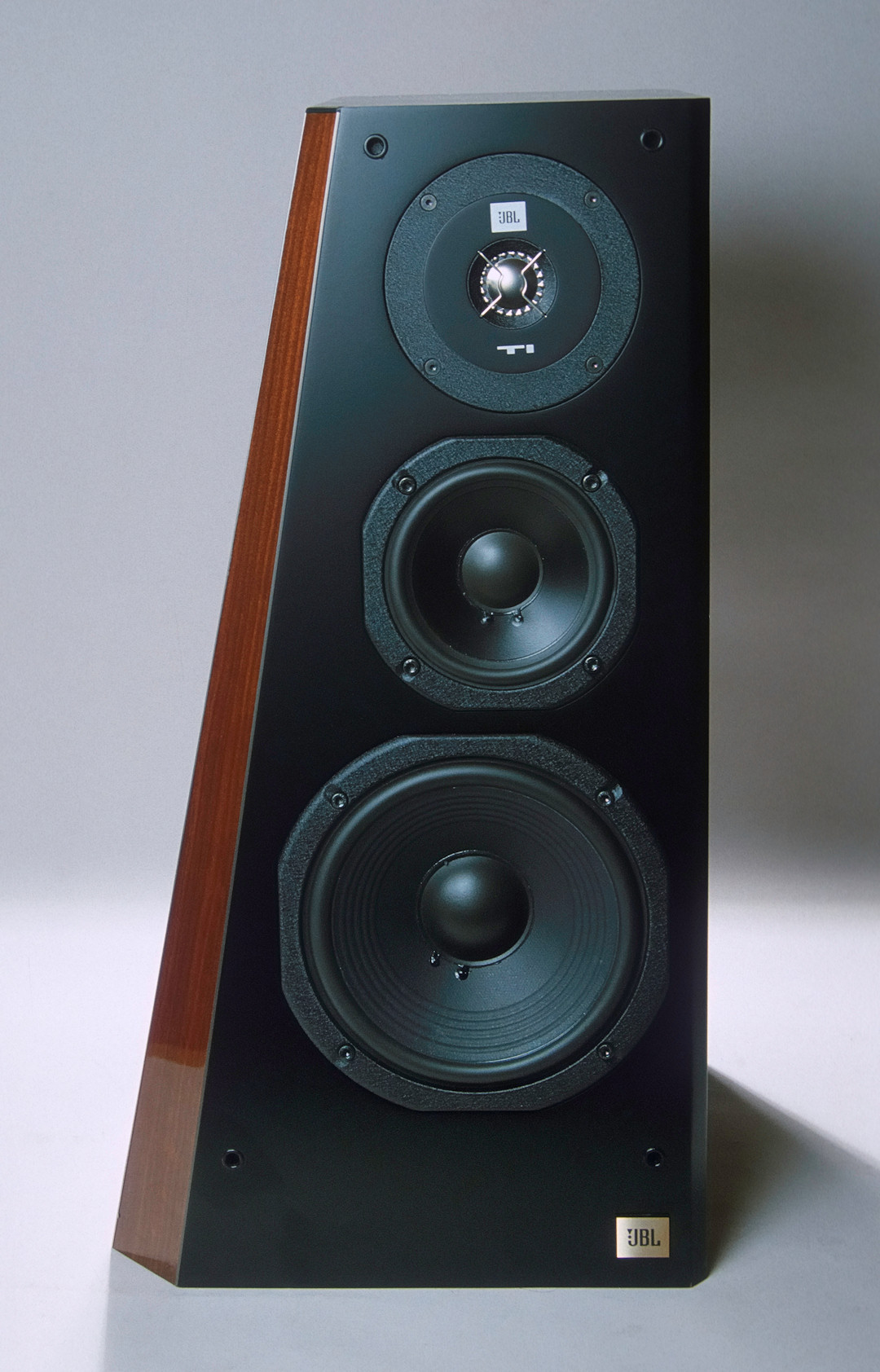
3-way loudspeaker system "Ti2000"
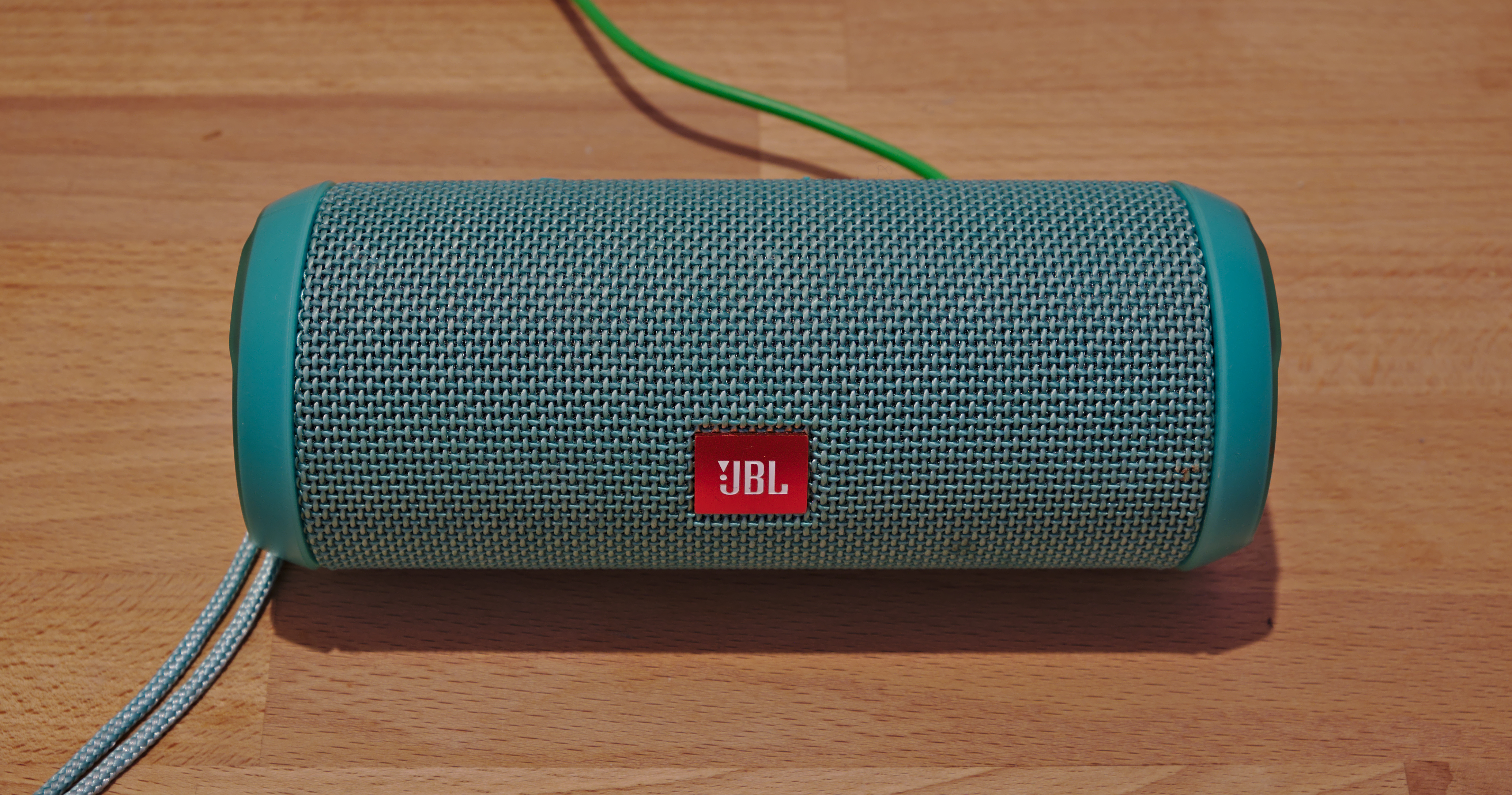
Flip 3 Bluetooth speaker
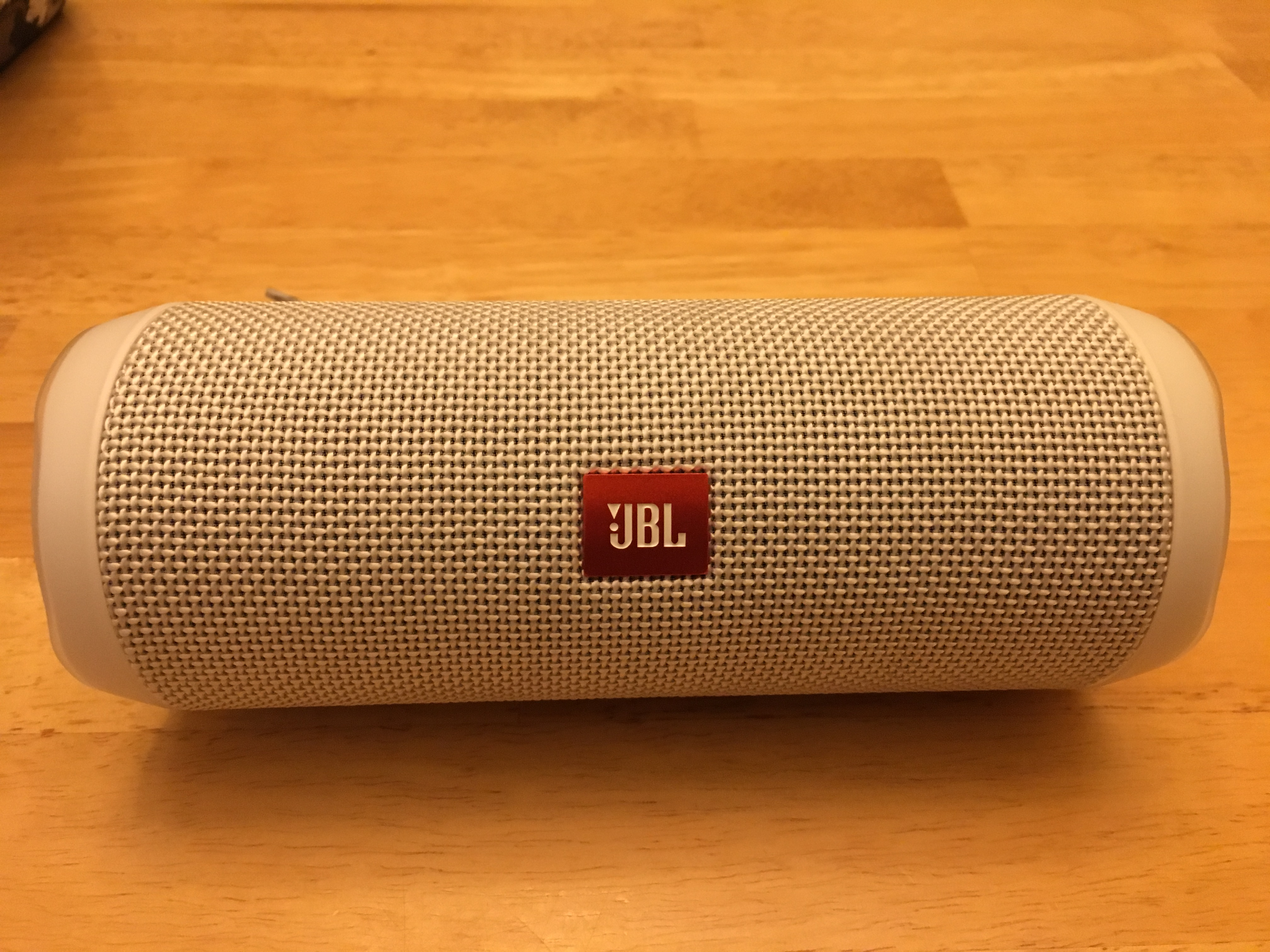
JBL Flip 4 portable Bluetooth speaker